# Smoleari, Stara Vîjivka
Smoleari (în ucraineană Смолярі, poloneză Smolary) este un sat în comuna Halîna Volea din raionul Stara Vîjivka, regiunea Volînia, Ucraina.

## Demografie
Componența lingvistică a localității Smoleari
     Ucraineană (100%)
Conform recensământului din 2001, toată populația localității Smoleari era vorbitoare de ucraineană (100%).